# Paul Wustrow
Paul Wustrow (* 26. Juni 1890 in Wesenberg (Mecklenburg); † 1. Mai 1945 in Greifswald) war ein deutscher Professor für Zahnmedizin.

## Leben
Der Kaufmannssohn studierte von 1911 bis 1914 Zahnheilkunde und war während des Ersten Weltkriegs Zahnarzt im Heeresdienst. Ab 1919 war er Assistent am Greifswalder Zahnärztlichen Institut und wurde im Oktober desselben Jahres promoviert. 1921 ging er an die Universitätszahnklinik nach Erlangen und wurde später Direktor der Klinik der Julius-Maximilians-Universität Würzburg. 1936 übernahm Wustrow die Leitung der Greifswalder Zahnärztlichen Universitätsklinik.
1933 trat er der Einheitsfront der Zahnärzte bei, um sich dem nationalsozialistischen „Führerprinzip“ zu verpflichten, einem fundamentalen Prinzip des Faschismus der Zwischenkriegszeit und seiner Führerparteien. Paul Wustrow wurde 1933 Mitglied der NSDAP. 
Am Ende des Zweiten Weltkriegs beging er Suizid.

## Schriften
- Physikalische Grundlagen der zahnärztlichen Platten- und Brückenprothese, ihre Unerläßlichkeit und ihre Möglichkeiten. Berlin 1919.
- Klinik der zahnärztlichen Orthopädie. Leipzig 1932.
- Das Cadmium in der Prothetik. Berlin 1943.

| Personendaten    | Personendaten                               |
| ---------------- | ------------------------------------------- |
| NAME             | Wustrow, Paul                               |
| KURZBESCHREIBUNG | deutscher Zahnmediziner und Hochschullehrer |
| GEBURTSDATUM     | 26. Juni 1890                               |
| GEBURTSORT       | Wesenberg (Mecklenburg)                     |
| STERBEDATUM      | 1. Mai 1945                                 |
| STERBEORT        | Greifswald                                  |